# 塔麻可吉！
《塔麻可吉！》（日语：たまごっち!）是日本OLM製作的電視動畫，於2009年10月12日在東京電視台中播放。由日本萬代發售的掌上型電子寵物遊戲機，該作在1997年首次推出電視動畫作品，至今也陸續推出了三部動畫電影作品。

## 登場人物
※聲優順序是以電視動畫及網絡動畫版／OLM電影版／東映電影版／其他排列。無特別註明則為四者聲優相同。香港配音員以翡翠台為先，自由身／ViuTV為後；台灣配音員亦以電視動畫／電影排列。

### 共通主要人物
麻每吉（Mametchi）
聲：釘宮理惠；香港：張頌欣、王慧珠（第1-49集）／廖欣怡；台灣：雷碧文、劉如蘋 ／龍顯蕙
故事的主角，十分喜歡可吉先生，夢想是做發明家。快樂快樂吉就是他的其中一隻發明出來的塔麻可吉，第1期第143集因為之前的機械人足球賽表現好所以可以到夢想鎮留學，並於第2期起到夢想鎮留學，第2期第10集曾獲公主太空吉邀請而重回塔麻鎮，於同一集再回到夢想鎮，一開始寄宿在憤怒吉的家，憤怒吉出航之後，改到鋼琴吉的家。
第4期因為塔麻鎮跟夢想鎮受到塔麻相碰的影響下合體，回到自己的家而且成為夢想塔麻學校的學生會會長。
在塔麻可吉學校上學，他的生日在11月23日。其名字有兩個意思：勤勉／豆。
美眉吉（Memetchi）
聲：柚木涼香；香港：黃昕瑜、羅杏芝（代配）、鄭家蕙；台灣：許淑嬪／林美秀、黃珽筠
故事的主角之一，跟卷子一樣，很在意自己的捲髮，但與她不和，在塔麻可吉學校上學。生日在10月10日，第1期第143集因為之前的機械人足球賽表現好所以可以到夢想鎮留學，寄宿在美容院，並於第2期起到夢想鎮留學，第2期第10集曾獲公主太空吉邀請而重回塔麻鎮，於同一集再回到夢想鎮。
第4期因為塔麻鎮跟夢想鎮受到塔麻相碰的影響下合體，回到自己的家。
咕嘰叭吉（Kuchipatchi）
聲：矢口麻美；香港：黃瑩瑩、詹健兒（代配）、錢惠玲；台灣：姚敏敏、石采薇（第50集起）／ 馮嘉德、雷碧文
故事的主角之一，很貪吃，說話時語尾會加上「吱」。在塔麻可吉學校上學。生日在5月18日，第1期第143集因為之前的機械人足球賽表現好所以可以到夢想鎮留學，並於第2期起到夢想鎮留學，寄宿在中華餐廳，第2期第10集曾獲公主太空吉邀請而重回塔麻鎮，於同一集再回到夢想鎮。
第4期因為塔麻鎮跟夢想鎮受到塔麻相碰的影響下合體，回到自己的家。

### 共通次要人物
公主太空吉
聲：尤加奈；香港：林元春、黎皓宜
由第114集起出場，喜歡豆豆，經常產生對其的幻想。口頭禪是“ギガキュン”（香港viutv版本並沒有提及），生日在2月14日。麻每吉在第2季開始搬到夢想鎮，第2季第3集也搬到夢想鎮。
第2季第34集得知本來只是答應父母出去留學半年，但從那時開始就一直在外面留學，雖然很想念父母，但因為不捨得豆豆以及其他塔麻朋友，所以不想回去，最後答應父母完成樂隊比賽後就回去，在第2季第35集因為公主修行而離開塔麻可吉星球。
直到GO-GO塔麻可吉！開始再次來到塔麻可吉星球而且成為夢想塔麻學校的學生會成員。
太空吉
聲：加瀨康之；香港：張裕東、鍾見麟（代配）；台灣：于正昇、孟慶府（第50集起）
塔麻可吉學校高年級班的學生，他是紅太空吉和綠太空吉的大哥，他們三人稱為太空兄弟，目的是要征服塔麻可吉星球。生日在7月20日。
第94集B段用大叔太空吉的名義參加塔麻寵物大競賽，並扮成大叔的樣子。
紅太空吉
聲：日野未步；香港：李震權；台灣：姚敏敏、劉如蘋（第50-52集）、連婉鈞（第53集起）
太空吉的弟弟。生日在6月24日。
第94集B段用嬸嬸太空吉的名義參加塔麻寵物大競賽，並裝扮成嬸嬸的樣子。
綠太空吉
聲：SE
太空吉的弟弟，不懂說話。生日在3月22日。
第94集B段用汪汪嗶啵吉的名義參加塔麻寵物大競賽，把自己裝扮成小狗。在GO-GO塔麻可吉！中成為夢想塔瑪學校的學生會成員。

### 第一季主要人物
甜心吉／Lovely（lovelitchi / lovelin）
聲：真堂圭；香港：陳皓宜、蔡雁紅／楊婉潼；台灣：石采薇
故事的主角之一，是個很高人氣的偶像明星。於第6集向麻每吉他們告白自己就是甜心吉，到了第47集時才向塔麻可吉學校全體學生公開自己真正的身份，跟音樂吉是一對很好的朋友。
在塔麻可吉學校上學。在GO-GO塔麻可吉！中成為夢想塔瑪學校的學生會成員。生日在9月10日。其名字由來「Lovely」（ラブリー）。
音樂吉（melodytchi）
聲：三瓶由布子；香港：何璐怡；台灣：林美秀
故事的主角之一，由第48集起登場。是個於古典音樂界中相當有名的天才小提琴家。跟小甜心是一對很好的朋友。會作曲，在塔麻可吉學校上學。生日在12月29日。
特徵是戴上有著貓耳外型的黑色帽子與紅色連衣裙、第95集後換成黑色短袖與牛仔背心的打扮，有時會手持著自己的小提琴即興演出。
由於是從國外的旋律樂園（メロディランド）搬家到塔麻可吉鎮上住，所以說話時會帶有英文腔調與些許的單字，第一人稱為「Me」。
茉莉莉吉
聲：齋藤千和；香港：曾佩儀、詹健兒（代配）、林芷筠（代配）；台灣：連婉鈞
由第71集起出現。同她姊姊開塔瑪造型店，她很喜歡塔瑪造型，亦同甜心吉和音樂吉做了好朋友。生日在9月21日。
第四季時與糖果妹和可芙略吉組成「毛利可芙魅力四射團」。

### 第二季主要人物
小尋夢
聲：福圓美里；香港：凌晞
第2期起登場的主角，選修夢想課的藝能科。生日在10月6日。
小光輝
聲：豐口惠；香港：曾秀清
第2期起登場的主角，選修夢想課的藝能科。生日在7月7日。
自家是經營閃亮塔麻之森商店相關，對自己的品牌有十足自信。
鋼琴吉
聲：折笠富美子
第2期第21集起登場的主角，選修夢想課的音樂科。然後是從國外留學的旋律樂園乘船回到夢想鎮就學的鋼琴家。生日在7月6日。
經常與尋夢吉和光輝吉一起登場和行動，與憤怒吉和留學生阿哥利互為塔麻朋友關係，家中開咖啡店、由咖啡媽媽吉經營，為麻每吉來到夢想鎮後第二個借住的地方。
可芙略吉
聲：能登麻美子
在第2期中途轉學入夢想學校的轉學生（有一說是代替原本公主太空吉的戲份才登場），擅長夢想化妝。
自家經營可芙略理髮店，從化妝、唱歌到跳舞所有塔麻可吉的專長都有。
夢想實現吉
聲：中上育實
第2期第1集尋夢吉與光輝吉在算命師的機緣下從獲得的“夢耀手袋”裡面出現的塔麻可吉。
在兩人變身時會提供自己背包後面的隨機一種卡片與各種可以幫助人的道具。
小尋夢和小光輝歸還夢耀手袋後則與他們分別。在GO-GO他媽哥池第50集有短暫回顧登場。

### 第三季主要人物
小未來
聲：加藤英美里；香港：顧詠雪
琦璐璐的雙胞胎姊姊，從遙遠的未來穿梭時空來到夢想鎮的兩名塔麻可吉之一。生日在6月2日。
完全的行動派，專長是製作服裝。與妹妹琦璐璐實現開設設計衣服與小飾品的商店的夢想。
琦璐璐
聲：齋藤千和；香港：何凱怡
小未來的雙胞胎妹妹。在GO-GO塔麻可吉！中成為夢想塔瑪學校的學生會成員。生日在6月3日。
手錶鈴
聲：小櫻悅子
小未來和琦璐璐的拍擋，擁有穿越時空的能力。
糖果妹
聲：又吉愛
小未來和琦璐璐的好朋友。全名是「糖果魅力四射甜美笑容滿載糖果妹」。
聰明吉／幪面X
聲：水島大宙
為了拯救在未來的一部鋼琴與把夢想夢貘（ドリームバクっち）與代號為X的搭檔給帶回來的計劃，與小未來一起從未來的夢想鎮穿梭時空來到當代的塔麻可吉。
擅長演奏鋼琴。如名字所表示有著發言與行動相當聰明的特質。

### 塔麻好友
甜心機
聲：金田朋子；香港：成瑤孆、詹健兒（代配）；台灣：謝佼娟、劉如蘋（第50集起）
甜心吉的手機，有一次時光旅行令她能說話。生日在10月22日。
黑豆
聲：加藤奈奈繪；香港：魏惠娥、陸惠玲；台灣：姚敏敏、未知（第50集）、林美秀（第52集起）／未知、雷碧文
是塔麻可吉學校高年級班的學生，常常覺得自己很cool，性格跟豆豆不一樣比較待人十分冷淡、驕傲自滿，不過令人很容易相處。生日在7月19日。
麻紀子
聲：岡村明美、杉山佳壽子；香港：凌晞；台灣：謝佼娟、石採薇（第50集起）；姚敏敏
塔麻可吉學校高年級班的學生，很在意自己的捲髮。
另外，她的本名很長，叫「瑪麗蓮·婭莉娜·桑迪莉」。生日在11月7日。
花花吉
聲：佐佐木日菜子；香港：何寶珊；台灣：林美秀／ 郭馨雅
塔麻可吉學校高年級班的學生，很喜歡花，知道各種花的花語，有一次因為一朵魔法花的花語而愛上忍忍。生日在4月8日。
忍忍
聲：古島清孝；香港：梁偉德；台灣：謝佼娟 、孟慶府（第50集起）／未知
塔麻可吉學校高年級班的學生，是個忍者，平常會在森林內磨練自己的忍術。生日在2月2日。
美眉麻每吉
聲：儀武祐子；香港：劉惠雲（TVB）、柚子蜜；台灣：謝佼娟 、石採薇（第50集）、林美秀（第51集，第53集起）、劉如蘋（第52集）、未知
塔麻可吉學校低年級班的學生，麻每吉的妹妹，與快樂快樂吉很好感情。生日在2月22日。
吱吱吉
聲：山口眞弓／竹內順子；香港：謝潔貞（TVB）；台灣：林美秀 、連婉鈞（第50、52集，第54集起）、劉如蘋（第51集）
塔麻可吉學校低年級班的學生，家裏很有錢，被忍忍救過後，叫他做師父，不過他很怕聽鬼故事。生日在7月28日。
姊姊美麗吉
聲：下田レイ；香港：陸惠玲；台灣：劉如蘋
由第71集起出現。同美麗吉開塔麻造型店，她很喜歡塔麻造型。
台灣YOYOTV撥出的時候叫做塔麻潮流店和塔麻潮流。
小喀擦
聲：桑谷夏子；香港：何寶珊、羅孔柔（代配）；台灣：林美秀
由第82集起出現。美麗吉的相機。初次登場時還未懂說話，之後美麗吉把她拿去給麻每吉修理時，但是修理中途發生意外(因為咕嘰叭吉、旋律吉、Doremi吉、高音吉和快樂快樂吉搶餅乾來吃，結果把掛在美麗吉頭髮的愛心飛到麻每吉的加工微波爐裡面導致的)，接著就變成同甜心機一樣能說話。
細心妹
聲：渡邊明乃
在GO-GO他媽哥池一輯才開始登場。夢想塔瑪學校的高年級生。喜歡黑豆。是時尚部和啦啦隊部的成員，亦是時尚部的部長。
頑皮仔
聲：三瓶由布子
在GO-GO他媽哥池一輯才開始登場。夢想塔瑪學校的的低年級生。是細心妹的弟弟。十分崇拜黑豆，並稱他為黑豆前輩。是運動部的成員。

### 塔麻可吉學校

#### 高年級學生
八卦吉
聲：水田山葵；香港：羅杏芝→成瑤孆→詹健兒；台灣：劉如蘋
塔麻可吉學校高年級班的學生，是一個很喜歡收集別人情報的女生，是個好煩的女人，她的媽媽是導護媽媽吉。生日在6月21日。
愛睏吉
聲：川瀨晶子；香港：鄧港文；台灣：石采薇
塔麻可吉學校高年級班的學生，很愛睡覺。擅長滑冰。生日在11月13日。
棉花吉
聲：儀武祐子；香港：羅孔柔，詹健兒（棉花）；台灣：石採薇，劉如蘋（棉花）
塔麻可吉學校高年級班的新同學。擅長同塔麻動物溝通。說話時語尾會加上「棉」。在她頭上類似雲的東西，只能說「棉花，棉花」。生日在3月4日。
自然吉
聲：植竹香菜；香港：梁少霞；台灣：連婉鈞
塔麻可吉學校高年級班的新同學。擅長拍照，她喜歡幫朋友拍照。她很喜歡大自然。生日在6月1日。
啦啦球吉
聲：香港：鄭麗麗；台灣：劉如蘋
塔麻可吉學校高年級班的新同學。在她頭上有兩個啦啦球。擅長幫他打氣。生日在8月11日。
滑雪板吉
聲：香港：黃玉娟、謝潔貞（代配）；台灣：未知
塔麻可吉學校高年級班的新同學。很喜歡玩滑板。生日在12月21日。

#### 低年級學生
章魚香腸吉
聲：台灣：姚敏敏（第1-49集）、林美秀（第96集）
她是美眉麻每吉的同班同學，個性很害羞。十分擅長跳舞。生日在9月16日。
伊摩吉
聲：川瀨晶子；香港：羅孔柔；台灣：劉如蘋
她是美眉麻每吉的同班同學，也是美眉吉的妹妹。生日在10月22日。
貪吃吉
少爺吉
佩洛吉
聲：台灣：林美秀
射門吉
聲：香港：謝潔貞、黃玉娟；台灣：連婉鈞
陣雨公主吉
聲：台灣：石采薇

#### 教職員
蚯蚓校長
聲：大竹宏；香港：陳永信；台灣：未知、未知（第50集起）
他是塔麻可吉學校的校長。
猩猩葉老師
聲：間宮胡桃；香港：林丹鳳；台灣：謝佼娟 、石采薇（第50集起）／龍顯蕙
她是高年級班的班主任，說話時喜歡在語尾加上。
字典龜龜老師
聲：加瀨康之／龍田直樹；香港：朱子聰；台灣：未知、未知（第50集起）
他是低年級班的班主任。
燒杯老師
聲：古島清孝；香港：蔡德鈞；台灣：未知、未知（第50集起）
負責教授低年級班理科的教師。

### 塔麻電視臺
Gotchi俠
聲：小西克幸；香港：周良鴻／郭湛深；台灣：于正昇、孟慶府（第53集起）
是電視劇《GOTCHIMAN》的主角。
黑帽子
聲：加瀨康之；香港：巫哲棋；台灣：未知、未知（第53集起）
是電視劇《GOTCHIMAN》的反派角色，與可吉先生是死對頭。
塔麻P吉
聲：川島得愛；香港：李錦綸／郭浩勤；台灣：林谷珍、馬伯強（第53集起）
是TAMAX電視台的監製兼導演，十分照顧小甜心。
AD吉
聲：金野潤；香港：鄧港文；台灣：未知、未知（第53集起）
他是TAMAX電視台的副導演，名字來自Assistant director（A和D）。
英雄吉
聲：三瓶由布子；香港：黃玉娟；台灣：連婉鈞
是電視劇《GOTCHIMAN》的拍檔，很喜歡戲弄Gotchi俠和小甜心。
麥當娜吉
聲：釘宮理惠；香港：何寶珊、羅孔柔（代配）；台灣：林美秀
是電視劇《GOTCHIMAN》的小演員，同英雄吉很喜歡戲弄Gotchi俠和小甜心。

### 夢想學校
小電燈
聲：三瓶由布子；香港：黃麗芳
麻每吉在夢想學校的班上認識的同班同學，同時是全校最傑出且難得一見的天才。家裡是跟維修機械電燈有關。
曾經在咖啡媽媽的咖啡機被麻每吉弄壞時出手協助。
小疑問
聲：伊瀨茉莉也；香港：吳羨婷
麻每吉在夢想學校的機器人科所認識的同學，很尊敬小電燈。
外表是戴眼鏡，如同博學多聞的知識家。
小舞
聲：斎藤千和；香港：羅孔柔
就讀夢想學校藝能科，夢想成為女演員。
火辣仔
聲：真堂圭
就讀夢想學校料理科，十分愛錫妹妹甜甜妹。
甜甜妹
聲：佐々木日菜子
火辣仔的妹妹，就讀夢想學校料理科。
騎士吉

#### 教職員
面具校長

### 親族･兄弟

#### 麻每吉家族
爸爸麻每吉
媽媽麻每吉
快樂快樂吉
聲：興梠里美；香港：魏惠娥、鄭麗麗（代配）；台灣：吳貴竹、石採薇（第51集起）
由麻每吉發明出來的寵物，具有感知其他人是否快樂的能力(在塔麻可吉！動畫刪除這項能力)，頭上的心發出紅光代表快樂，藍光代表不快樂(藍光功能在塔麻可吉！動畫改疲勞才會發藍光)，說話時語尾會加上「out」。生日在12月22日。
啪谷啪谷吉

#### 甜心吉家族
甜心爸吉/爸爸甜心吉(DVD)
甜心媽吉
甜心白雲（ラブソラっち）
在第四季第16集的後篇，甜心吉的弟弟誕生，因為在蛋裡孵化當中帶出去散步時，蛋在外面望著天空看，所以孵化出嬰兒後甜心爸爸吉就命名他為「甜心白雲」，剛出生時外型是圓的，臉龐有各有隻手；在第26集A段長大一點，長出身體，有了雙腳，雙手也移到四肢的位置，第28集A段學會站立；第33集B段在協助モフモフっち送往太空途中又長更大了，直到最後一集(第50集)播放完畢都保持著33集長大的型態。

#### 美眉吉家族
爸爸美眉吉
媽媽美眉吉
吉吉

#### 咕嘰叭吉家族
爸爸咕嘰叭吉
媽媽咕嘰叭吉
小嘰叭吉、土撥鼠吉
咕嘰叭吉的雙胞胎弟弟

### THE EARTH(地球)
友美
聲：竹達彩奈；香港：梁少霞；台灣：連婉鈞
由第96至112集出現的人類女孩。第136集第二次登場。第三次在GO-GO塔麻可吉第50集有短暫回顧登場。（實際上是登場6次，另外三次是在塔麻可吉IDL「需要用到手機拿友美的信件」、塔麻可吉IDL：公主太空版本和塔麻造型的塑膠片娃娃。）
擅長運動和魔術，興趣是烹飪和魔術（受到父親的影響），將來想當個魔術師，個性為害羞(被父親遺傳到)。
根據第112集友美的回憶，跟尤加產生誤會，跑出市立第一小學校，尤加打給友美通話的時候，這時第96集麻每吉發明的第三台自介卡機順暢J的版本（多加通訊功能）出狀況，導致友美跟尤加的對話中斷，變成跟甜心吉和音樂吉通話，結果傳送到塔麻可吉星球，導致手機的地球時間維持下午3點25分的靜止狀態，手提包裡面有自介簿（跟尤加有關的事情）、手機和學校書本。
第106集麻每吉做火箭讓友美回去(做了很多個火箭)，結果失敗(而且第112集爸爸麻每吉說還要調時間，因此這個方法完全行不通)。
第111集友美的手機在新的TAMAX電視台頂樓發出電磁波，除了她、麻每吉和絆絆之外的人通通時間停止，後來靠著麻每吉的幫忙才讓時間恢復，但是她的手機的地球時間也開始動了起來。
第112集友美告訴麻每吉的朋友們關於尤加的事情（因為從第97集開始對麻每吉的朋友們隱瞞，加上第111集快要到結束的時候地球上的時間是靜止的，跟尤加有關的事情），靠著麻每吉朋友們的幫助下開始用手機打給尤加，終於化解跟她的誤會，並且用麻每吉和爸爸麻每吉合力做出來的發明離開塔麻可吉星球，回到地球(還要靠TAMAX電視台的電磁波)，啟發是從麻每吉第96集做出來的第三台自介卡機順暢J的版本的通訊功能而想出來的，也讓塔麻之心的彩虹之心出現。
朋友為尤加和美紀(由友美提出來，但是相處時間比尤加短)。

### 其他
絆絆
聲：伊瀨茉莉也；香港：黃麗芳
第102集下半登場的奇妙生物。
特徵是在頭部以及肚子上的心型警報器，後面有著如蝴蝶一般的翅膀能在空中漂浮與飛行。
特技是可找出分散在各地的塔麻之心的能力，但在使用完能力後會疲累的想睡覺。
第143集為了要阻止塔麻星球初始化（變成蛋型）的危機，在羈絆的力量下改變外型、現出真實的樣貌。事件解決之後就以修行完成為理由向麻每吉一行人道別。在GO-GO他媽哥池第50集有短暫回顧登場。

## 劇中TAMAX-TV內的節目
《與小甜心同在》
《GOTCHIMAN》
《紅豆包刑警》（出現集數：#9、#31）
由小甜心所飾演的蝴蝶怪盜和麻每吉所飾演的紅豆刑警的故事。
《分組問答比賽》
在第34話所播出的節目，原本是要計劃要由小甜心／美眉吉組贏的，但最後結果卻是麻每吉／可吉先生的組合勝出，導致TAMAX電視台接抗議電話接到爆。
《天氣報告》 由小甜心報告，出現集數(第1期第15集的下場)
《豆豆吸血魔》
由豆豆、吱吱和Happy三人飾演吸血魔的角色，而Lovely、美美、大嘴、花花、卷子和小豆釘等人則飾演修女的角色。
《超能力學園》
在GO-GO他媽哥池第40集所播出的節目，由豆豆，公主太空吉和Lovely等人飾演主角。

## 製作人員
- 原作：BANDAI・WiZ
- 導演：志村錠儿
- 副導演 ： 秋山朋子（第4期）
- 系列構成：松井亚弥
- 角色設計：一石小百合、東海林康和、堺美和(第1期)→志村錠儿(第2期-第4期)
- 设置協力：JINCO
- 色彩設計：
- 美術設計：加藤賢司
- 攝影監督：吉田光伸
- CG 導演：柳川智
- 編輯：後田良樹
- 音響監督：中嶋聪彦
- 音樂：青空
- 音樂協力：東京電視台Music
- 製作擔當：龜井康輝（第1、2期）→和崎伸之（第3、4期）
- 動畫製作：OLM
- 制作：東京電視台、Team塔麻可吉TV

## 主題曲

### 寵物反斗星
片頭曲
「!」（GO-GO 塔麻可吉!，第1～73集）
填詞：Mike Sugiyama，作曲：鈴木盛廣，編曲：龜山耕一郎（日本古倫美亞）
主唱：奈良柚莉愛（第1～48集） ＊台灣第26-49集改唱中文版本
主唱：甜心吉（真堂圭）、旋律吉（三瓶由布子）、黑黑麻每吉（加藤奈奈繪）（第49～52集，2010年10月）
主唱：美眉吉（柚木涼香）、麻紀子（岡村明美）、咕嘰叭吉（矢口麻美）（第53～57集，2010年11月）
主唱：美眉麻每吉（儀武祐子）、快樂快樂吉（興梠里美）、麻每吉（釘宮理惠）（第58～61集，2010年12月）
主唱：電鈴（金田朋子）、花花吉（佐佐木日菜子）、甜心吉（真堂圭）（第62～65集，2011年1月）
主唱：麻每吉（釘宮理惠）、Doremi吉（興梠里美）、高音吉（植竹香菜）、旋律吉（三瓶由布子）（第66～69集，2011年2月）
主唱：塔麻朋友（第70～73集，2011年3月）
合唱：Young Fresh（第1～73集）
（第74～98集）
填詞：leonn，作曲：y@suo ohtani，編曲：日比野裕史，主唱：Dream5（avex trax）
（第99～122集）
填詞：leonn，作曲：松田純一，編曲：日比野裕史，主唱：Dream5
（第123～143集）
填詞：leonn，作曲：松田純一，編曲：日比野裕史，主唱：Dream5
片尾曲
（塔麻好友Forever，第1～25集）
填詞：仁科薫理，作・編曲：神津裕之，主唱：拝田祥子（波麗佳音）
（Moshimo☆Paradise!，第26～48集）
填詞：Mike Sugiyama，作曲，鈴木盛廣，編曲：龜山耕一郎，主唱：Mao（日本古倫美亞）
（happy happy harmony，第49～73集）
填詞：甜心吉，作・編曲：音樂吉，主唱：甜心吉（真堂圭）
「Smiling!」（第74～85集）
填詞：Lay，作・編曲：日比野裕史，主唱：Lay（rhythm zone）
（第86～98集）
填詞：小川耕太，作曲：adult education，編曲：生田真心，主唱：SHU-I（avex trax）
（第99～122集）
填詞・作曲：ASIA ENGINEER，編曲：KZ（ASIA ENGINEER），主唱：ASIA ENGINEER（rhythm zone）
（第123～143集）
填詞：leonn，作曲：松田純一，編曲：渡邊徹，主唱：Dream5
插入曲
（Every lovely）
填詞・作曲・編曲：（波麗佳音），主唱：甜心吉（真堂圭）
（奇蹟廚房，第45、48集）
填詞・作曲・編曲：?，主唱：甜心吉（真堂圭）
（happy happy harmony）
填詞：甜心吉，作・編曲：音樂吉，主唱：甜心吉（真堂圭）


(happy heart)

填詞：甜心吉，作・編曲：音樂吉，主唱：甜心吉（真堂圭）

### 寵物反斗星 Yume Kira Dream
片頭曲
［第144～170集（第1～27集）］
填詞：leonn，作曲：松田純一，編曲：日比野裕史，主唱：Dream5
［第171～192集（第28～49集）］
填詞：Rico，作・編曲：鈴木健太，主唱：Kirakira Girls
片尾曲
［第144～170集（第1～27集）］
填詞：leonn，作・編曲：日比野裕史，主唱：Dream5
［第171～192集（第28～49集）］
填詞：Rico，作・編曲：鈴木健太，主唱：Rain Boys
插入曲
［第145、191集（第2、48集）］
主唱：尋夢吉（福圓美里）、光輝吉（豐口惠）

### 寵物反斗星 Miracle Friends
片頭曲
［第193～221集（第1～29集）］
填詞：Rico，作・編曲：鈴木健太，主唱：未來吉（加藤英美里）、琦璐璐吉（齋藤千和）
- 第197集起新增MiraCle Shop店面和招牌畫面

片尾曲
［第193～221集（第1～29集）］
填詞：Rico，作曲：川嵜紗衣，編曲：古川貴浩，主唱：麻每吉（釘宮理惠）
插入曲
「升c小調第十四鋼琴奏鳴曲」
［第204集（第12集）］
［第204集（第12集）］
「月光」［第215集（第23集）］




### GO-GO 塔麻可吉！
片頭曲
「GO-GO たまごっち!」(GO-GO塔麻可吉！)［第222～271集（第1～50集）］
填詞：Mike Sugiyama，作曲：鈴木盛廣，編曲：日比野裕史 （第1～25集）→龜山耕一郎（第26～50集）
主唱：hitomi（LOVE LIFE RECORDS）（第1～25集）
主唱：麻每吉（釘宮理惠） （第26～50集）
片尾曲
「RAINBOW」［第222～246集（第1～25集）］
填詞：hitomi，作・編曲：江畑兵衛（TRIPLANE），主唱：hitomi
插入曲
［第243集（第22集）］
主唱：甜心吉（真堂圭）、鋼琴吉（折笠富美子）
［第271集（第50集）］
填詞：甜心吉，作・編曲：音樂吉，主唱：甜心吉（真堂圭）、尋夢吉（福圓美里）、光輝吉（豐口惠），伴奏：旋律吉、Kirakira Girls

### 寵物反斗星 塔麻好友Daishou－GO
片頭曲
(GO-GO塔麻可吉！)（第1～26集）
填詞：Mike Sugiyama，作曲：鈴木盛廣，編曲：龜山耕一郎，主唱：奈良柚莉愛

## 各話標題
＊香港、台灣撥放(台灣從第50集開始把B段標題剪掉，只能從下集預告才能得知B段標題。2021年1月1日起，台灣在中華電信MOD撥出的時候把下集預告剪掉。)
| 集數 | 日語標題                                     | 中文標題                            | 脚本       | 日本放送日      | 播放日期 （香港） | 播放日期（台灣） |
| ---- | -------------------------------------------- | ----------------------------------- | ---------- | --------------- | ----------------- | ---------------- |
| 1    | ワクワク!たまストリートで大レース            | 緊張刺激！塔麻商店街大競賽          | 松井亞彌   | 2009年 10月12日 | 2011年 11月8日    | 2010年 7月24日   |
| 1    | ドキドキ!ラブリンは誰にほほえむ?             | 心跳加速！小甜心會對誰微笑？        | 松井亞彌   | 2009年 10月12日 | 2011年 11月8日    | 2010年 7月24日   |
| 2    | キュン!たまごっちスクールの転校生            | 超心動！塔麻可吉學園的轉學生        | 松井亞彌   | 10月19日        | 11月9日           | 7月31日          |
| 2    | どこどこ?ラブリっちのおうち                  | 在哪裡？甜心吉的家                  | 松井亞彌   | 10月19日        | 11月9日           | 7月31日          |
| 3    | ゴーゴー!TAMAX-TV見学                        | GoGo!參觀TAMAX電視台                | 吉成郁子   | 10月26日        | 11月10日          | 8月7日           |
| 3    | クラクラ!いきなり生放送                      | 頭暈腦脹！突如其來的現場直播        | 吉成郁子   | 10月26日        | 11月10日          | 8月7日           |
| 4    | シンケン!レインボーそりっち作戦              | 超認真！彩虹雪橇大作戰              | 大橋志吉   | 11月2日         | 11月11日          | 8月14日          |
| 4    | ハラハラ!ラブリンコンサート                  | 提心吊膽！小甜心演唱會              | 大橋志吉   | 11月2日         | 11月11日          | 8月14日          |
| 5    | ワイワイ!たま友大調査                        | 耶～耶～!塔麻好友大調查             | 橫手美智子 | 11月9日         | 11月14日          | 8月21日          |
| 5    | ラブリン大追跡!だわさ                        | 小甜心大追蹤!有八卦喔               | 橫手美智子 | 11月9日         | 11月14日          | 8月21日          |
| 6    | ヒ・ミ・ツ!まめっちの誕生日                  | 秘密!麻每吉的生日                   | 松井亞彌   | 11月16日        | 11月15日          | 8月28日          |
| 6    | キ・メ・タ!ラブリンの告白                    | 決定了!小甜心的自白                 | 松井亞彌   | 11月16日        | 11月15日          | 8月28日          |
| 7    | ええっ!まめちゃまめっち                      | 咦～!麻每美眉麻每吉                 | 山口宏     | 11月23日        | 11月16日          | 9月4日           |
| 7    | パチリ!ハチャメチャさつえい会                | 喀嚓!亂七八糟攝影會                 | 山口宏     | 11月23日        | 11月16日          | 9月4日           |
| 8    | たまスペ!カメラは見た!                       | 塔麻SP!攝影機全都錄                 | 池田真美子 | 11月30日        | 11月17日          | 9月11日          |
| 8    | ピンチ!南の島大脱出!                         | 大危機! 南方小島逃生記              | 池田真美子 | 11月30日        | 11月17日          | 9月11日          |
| 9    | と〜じょ〜!あんぱん刑事（デカ）!             | 登場! 麵包刑警!                     | 松井亞彌   | 12月7日         | 11月18日          | 9月18日          |
| 9    | まて〜!怪盗パピヨン                          | 別跑! 蝴蝶怪盜                      | 松井亞彌   | 12月7日         | 11月18日          | 9月18日          |
| 10   | 時ラブ?メッセージボトルで大混乱              | 超時情書?瓶中信大混亂               | 吉成郁子   | 12月14日        | 11月21日          | 9月25日          |
| 10   | ふわふわ!届けクリスマスカード                | 輕飄飄!聖誕卡片快送到               | 吉成郁子   | 12月14日        | 11月21日          | 9月25日          |
| 11   | キラキラ!仮装でクリスマス                    | 一閃一閃!聖誕節大變裝               | 橫手美智子 | 12月21日        | 11月22日          | 10月2日          |
| 11   | ぐるぐる?迷子のアカハナっち                  | 團團轉?迷路的紅鼻馴鹿吉             | 橫手美智子 | 12月21日        | 11月22日          | 10月2日          |
| 12   | ゆけゆけ!ちびっこトリオ                      | 衝啊衝啊!小不點三人組               | 松井亞彌   | 12月23日        | 11月23日          | 10月9日          |
| 12   | ゴクゴク!パンプキンスープの泉                | 咕嚕咕嚕!南瓜湯之泉                 | 松井亞彌   | 12月23日        | 11月23日          | 10月9日          |
| 13   | ピポパポ!たまごっち星征服?                   | 嗶嗶啵啵!征服塔麻可吉星球?          | 山口宏     | 2010年 1月4日   | 11月24日          | 10月16日         |
| 13   | キラ〜ン!ラブリン氷上に舞う                  | 超閃亮!小甜心冰上慢舞               | 山口宏     | 2010年 1月4日   | 11月24日          | 10月16日         |
| 14   | ズバッ!ごっちがきる!                         | 我砍!可吉斬!                        | 大橋志吉   | 1月11日         | 11月25日          | 10月23日         |
| 14   | すてき!若きぱぱまめっちの冒険                | 酷斃了!年輕爸爸麻每吉的冒險         | 大橋志吉   | 1月11日         | 11月25日          | 10月23日         |
| 15   | うわさの親子!だわさ                          | 八卦母女!好八卦                     | 松井亞彌   | 1月18日         | 11月28日          | 10月30日         |
| 15   | ハピハピっちがんばる!ワン!                   | 快樂快樂吉加油!汪!                  | 松井亞彌   | 1月18日         | 11月28日          | 10月30日         |
| 16   | ききっち!今夜は眠れない                      | 吱吱吉!今晚睡不著                   | 吉成郁子   | 1月25日         | 11月29日          | 11月6日          |
| 16   | クール!くろまめっちの旅                      | 酷!黑黑麻每吉之旅                   | 吉成郁子   | 1月25日         | 11月29日          | 11月6日          |
| 17   | バラン?タコウインナーっちの秘密              | 塑膠葉?章魚香腸吉的秘密             | 橫手美智子 | 2月1日          | 11月30日          | 11月13日         |
| 17   | ままーめままめ!マーメの日                    | 麻麻～每麻麻每!麻每節               | 橫手美智子 | 2月1日          | 11月30日          | 11月13日         |
| 18   | ソワソワ!ラブリンチョコのゆくえは?           | 坐立難安!小甜心巧克力的去向?        | 松井亜弥   | 2月8日          | 12月1日           | 11月20日         |
| 18   | いっぱい!エブリーラブリンチョコ              | 有夠多!小甜心巧克力                 | 松井亜弥   | 2月8日          | 12月1日           | 11月20日         |
| 19   | おさわがせ!TAMAラッキーくじ                  | 大轟動!塔麻幸運拉霸                 | 大橋志吉   | 2月15日         | 12月2日           | 11月27日         |
| 19   | ピンポーン!次から次へとお客さま              | 叮咚! 接二連三的訪客                | 大橋志吉   | 2月15日         | 12月2日           | 11月27日         |
| 20   | ポポン!笑いで花を咲かせましょう              | 啵啵!用搞笑來讓花開吧               | 山口宏     | 2月22日         | 12月5日           | 12月4日          |
| 20   | 決戦!ドーナツコンテスト                      | 決戰!甜甜圈比賽                     | 山口宏     | 2月22日         | 12月5日           | 12月4日          |
| 21   | 男子はダメよ!ひめまつり                      | 男生不可以參加的公主祭              | 吉成郁子   | 3月1日          | 12月6日           | 12月11日         |
| 21   | まさか!虫歯きんでむしばっち?                 | 該不會！蛀牙蟲的蛀牙吉？            | 吉成郁子   | 3月1日          | 12月6日           | 12月11日         |
| 22   | いいかも〜!うらないっちの占い                | 很好啊！算命吉的算命                | 池田眞美子 | 3月8日          | 12月7日           | 12月18日         |
| 22   | ききっち!修行はきびしいでござる              | 吱吱吉!修行好辛苦                   | 池田眞美子 | 3月8日          | 12月7日           | 12月18日         |
| 23   | ソーダツ! エブリーラブリンチョコ             |                                     | 大橋志吉   | 3月15日         | 12月8日           | 12月25日         |
| 23   | キョーレツ! まめっち・ヴァンパイア           | 可怕！吸血鬼麻每吉                  | 大橋志吉   | 3月15日         | 12月8日           | 12月25日         |
| 24   | GOTCHIMAN!フォーエバー                       | 永遠的GOTCHIMAN!                    | 横手美智子 | 3月22日         | 12月9日           | 12月25日         |
| 24   | くるりん!トレビアンなフルーツシェイク        |                                     | 横手美智子 | 3月22日         | 12月9日           | 12月25日         |
| 25   | ウソッ!?たまプリルフール                     |                                     | 吉成郁子   | 3月29日         | 12月12日          | 2011年 1月8日    |
| 25   | ドキッ!花言葉でラブパニック                  | 心跳加速！花語的戀愛騷動            | 吉成郁子   | 3月29日         | 12月12日          | 2011年 1月8日    |
| 26   | まぼろし?真実のくちぱっち                    |                                     | 松井亜弥   | 4月12日         | 12月13日          | 1月15日          |
| 26   | ゆめ?不思議なメール                          | 這是夢嗎？不可思議的信件            | 松井亜弥   | 4月12日         | 12月13日          | 1月15日          |
| 27   | タイムスリップ!ジャングルたまごっち星        | 時空穿梭！叢林塔麻星球              | 松井亜弥   | 4月19日         | 12月14日          | 1月22日          |
| 27   | スーパーヒロイン!テルリン誕生                | 超級女主角！甜心機誕生              | 松井亜弥   | 4月19日         | 12月14日          | 1月22日          |
| 28   | テルリン!TAMAX-TVへ                          | 在TAMAX-TV的甜心機                  | 山口宏     | 4月26日         | 12月15日          | 1月29日          |
| 28   | テルリン!たまごっちスクールへ                | 甜心機！上塔麻可吉學校              | 山口宏     | 4月26日         | 12月15日          | 1月29日          |
| 29   | ボーノ!はじけるフルーツシェイク              |                                     | 大橋志吉   | 5月3日          | 12月16日          | 2月12日          |
| 29   | オーレ!たまワールドカップ                    | 喔─耶！塔麻世界盃                   | 大橋志吉   | 5月3日          | 12月16日          | 2月12日          |
| 30   | あっちも!こっちも!ままめっち                 | 這裡！那裡！真麻每吉                | 吉成郁子   | 5月10日         | 12月19日          | 2月19日          |
| 30   | ラブリっちの母の日                           | 甜心吉的母親節                      | 吉成郁子   | 5月10日         | 12月19日          | 2月19日          |
| 31   | どっち?怪盗パピヨン再び                      | 哪一個？怪盗巴比倫再現              | 松井亜弥   | 5月17日         | 12月20日          | 2月26日          |
| 31   | 解決!ラブリン&テルリン最初の事件             | 解決！小甜心與甜心機最初的事件      | 松井亜弥   | 5月17日         | 12月20日          | 2月26日          |
| 32   | スペイシーブラザーズのお引越                 | 太空兄弟們的搬家                    | 大橋志吉   | 5月24日         | 12月21日          | 3月5日           |
| 32   | 特訓!ファイトー!バーゲンセール               | 特訓！加油！大折價販賣              | 大橋志吉   | 5月24日         | 12月21日          | 3月5日           |
| 33   | ボカーン!きょうだいゲンカ?                   |                                     | 山口宏     | 5月31日         | 12月22日          | 3月12日          |
| 33   | 新ヒーロー?ぱっちマンだっち                  |                                     | 山口宏     | 5月31日         | 12月22日          | 3月12日          |
| 34   | ジャジャン!番組対抗クイズバトル              |                                     | 吉成郁子   | 6月7日          | 12月23日          | 3月19日          |
| 34   | ワンツーワンツー!レッツダンチュ              |                                     | 吉成郁子   | 6月7日          | 12月23日          | 3月19日          |
| 35   | 海の男!キャプテン号っち来航                  |                                     | 池田眞美子 | 6月21日         | 12月26日          | 3月26日          |
| 35   | タラララララーン!ラブパパリっちの珍メニュー  | 噠啦啦啦啦啦─！爸爸甜心吉珍藏的菜單 | 池田眞美子 | 6月21日         | 12月26日          | 3月26日          |
| 36   | ピチピチ島!ごっちでバトル                    |                                     | 松井亜弥   | 6月28日         | 12月27日          | 4月2日           |
| 36   | おみせっちでお仕事!ピチ                      |                                     | 松井亜弥   | 6月28日         | 12月27日          | 4月2日           |
| 37   | シュタタ!くのいちラブリンまいる              |                                     | 大橋志吉   | 7月5日          | 12月28日          | 4月9日           |
| 37   | だれの?スケジュール帳だわさ                  |                                     | 大橋志吉   | 7月5日          | 12月28日          | 4月9日           |
| 38   | スペイシーっち!史上最大の作戦                | 太空吉！史上最大作戰                | 横手美智子 | 7月12日         | 12月29日          | 4月16日          |
| 38   | GOTCHIMANの田舎に泊まろう                    |                                     | 横手美智子 | 7月12日         | 12月29日          | 4月16日          |
| 39   | らるらる!テルリンがラブリン?                 |                                     | 松井亜弥   | 7月19日         | 12月30日          | 4月23日          |
| 39   | さようなら、テルリン                         |                                     | 松井亜弥   | 7月19日         | 12月30日          | 4月23日          |
| 40   | ナツ!とこなつ島だなっつ!                     |                                     | 山口宏     | 7月26日         | 2012年 1月2日     | 4月30日          |
| 40   | ラブリン!マリンブルー伝説                    |                                     | 山口宏     | 7月26日         | 2012年 1月2日     | 4月30日          |
| 41   | ゴー!たいふうっちVS秘密基地                  | GO!颱風吉的祕密基地                 | 大橋志吉   | 8月2日          | 1月3日            | 5月7日           |
| 41   | パクリ!自由研究は命がけ                      |                                     | 大橋志吉   | 8月2日          | 1月3日            | 5月7日           |
| 42   | すっきり!さわやか!ごっちのしずく             |                                     | 吉成郁子   | 8月9日          | 1月4日            | 5月14日          |
| 42   | たー!ちー!ちびぱっち くちぱっち ぱぱぱっち   |                                     | 吉成郁子   | 8月9日          | 1月4日            | 5月14日          |
| 43   | ひゃっく!しゃっくりが止まらない              |                                     | 池田眞美子 | 8月16日         | 1月5日            | 5月21日          |
| 43   | ゴロゴロ!カミナリ!がんこっち                 |                                     | 池田眞美子 | 8月16日         | 1月5日            | 5月21日          |
| 44   | ちゃま!お空を飛びたいです                    |                                     | 大橋志吉   | 8月23日         | 1月6日            | 5月28日          |
| 44   | これって、お料理ごっこだし!                  | 這就是，料理遊戲高湯！              | 大橋志吉   | 8月23日         | 1月6日            | 5月28日          |
| 45   | エブリーラブリー 届け!のーすのーすぽいんとへ |                                     | 松井亜弥   | 8月30日         | 1月9日            | 6月4日           |
| 45   | マリンブルー!海賊島で宝探し                  | 蔚藍海域！海賊島尋寶                | 松井亜弥   | 8月30日         | 1月9日            | 6月4日           |
| 46   | ダッチ!マンモスくちぱっちvsメカくちぱっち    |                                     | 山口宏     | 9月6日          | 1月10日           | 6月11日          |
| 46   | おーほっほっほ!めざせ次世代プリンセス        |                                     | 山口宏     | 9月6日          | 1月10日           | 6月11日          |
| 47   | 告白!ラブリっちはラブリン                    | 告白！甜心吉就是小甜心              | 横手美智子 | 9月13日         | 1月11日           | 6月18日          |
| 47   | ラブリン!うわさのたまともだわさ              |                                     | 横手美智子 | 9月13日         | 1月11日           | 6月18日          |
| 48   | ライバル?アイドル?メロディっち登場           | 宿敵？偶像？音樂吉登場              | 松井亜弥   | 9月20日         | 1月12日           | 6月25日          |
| 48   | きせき!エブリーラブリー♪バイオリン           |                                     | 松井亜弥   | 9月20日         | 1月12日           | 6月25日          |
| 49   | どこどこ?メロディっち&バイオリン             | 在哪在哪？音樂吉與小提琴            | 松井亜弥   | 9月27日         | 1月13日           | 7月2日           |
| 49   | 夢のコラボ!ハッピーハッピーハーモニー        | 夢想收集品！Happy Happy Harmony     | 松井亜弥   | 9月27日         | 1月13日           | 7月2日           |

| 集數 | 日語標題                                     | 中文標題                             | 脚本       | 日本放送日      | 香港放送日 （翡翠台） | 台灣放送日     |
| ---- | -------------------------------------------- | ------------------------------------ | ---------- | --------------- | --------------------- | -------------- |
| 50   | マンボー! メロディっちのリフォーム大作戦     | 曼波！音樂吉的搬家大作戰             | 山口宏     | 2010年 10月11日 | 2014年 7月10日        | 2015年 10月1日 |
| 50   | ハロー! たまごっちスクール                   |                                      | 山口宏     | 2010年 10月11日 | 2014年 7月10日        | 2015年 10月1日 |
| 51   | まめっちのヒミツをみはるでござる             | 在下看穿麻每吉的祕密了               | 大橋志吉   | 10月18日        | 7月11日               | 10月2日        |
| 51   | ふわふわ! つくろうたまシュマロ               |                                      | 大橋志吉   | 10月18日        | 7月11日               | 10月2日        |
| 52   | パンプキンミントン! はじまるだっち           |                                      | 吉成郁子   | 10月25日        | 7月14日               | 10月5日        |
| 52   | 秋よこいこい! あきつげっち                   |                                      | 吉成郁子   | 10月25日        | 7月14日               | 10月5日        |
| 53   | ハッピー! 学園祭でお店屋さん                 | Happy!園遊會的小攤老闆               | 松井亜弥   | 11月1日         | 7月15日               | 10月6日        |
| 53   | 大変! GOTCHIMANとヒーローショー              | 糟糕！GOTCHIMAN與英雄秀              | 松井亜弥   | 11月1日         | 7月15日               | 10月6日        |
| 54   | だじゃれはだれじゃ! ごっちリン               |                                      | 山口宏     | 11月8日         | 7月16日               | 10月7日        |
| 54   | たまごっちグランプリ! 猛レース               | 塔麻可吉錦標賽！激烈的賽事           | 山口宏     | 11月8日         | 7月16日               | 10月7日        |
| 55   | 夜空にドッカーン! はなびっち                 | 在夜空中綻放的煙火吉                 | 横手美智子 | 11月15日        | 7月17日               | 10月8日        |
| 55   | レッツエンジョイ! たまカフェ                 | Let's Enjoy! 塔麻咖啡廳              | 横手美智子 | 11月15日        | 7月17日               | 10月8日        |
| 56   | ハッピーバースディ! まめっち                 | 生日快樂！麻每吉                     | 松井亜弥   | 11月22日        | 7月18日               | 10月12日       |
| 56   | なりきりチャレンジ! 王子様とテニス           | 學藝挑戰！王子與網球                 | 松井亜弥   | 11月22日        | 7月18日               | 10月12日       |
| 57   |                                              | 跟拍！音樂吉24小時?                  | 吉成郁子   | 11月29日        | 7月21日               | 10月13日       |
| 57   | なりきりチャレンジ! 茶道! グレイト!          | 學藝挑戰！茶道! GREAT!               | 吉成郁子   | 11月29日        | 7月21日               | 10月13日       |
| 58   | レッツゴーグル! 探せバイオリン               | Let's Google!尋找小提琴              | 大橋志     | 12月6日         | 7月22日               | 10月14日       |
| 58   | なりきりチャレンジ! たまカーリング           |                                      | 大橋志     | 12月6日         | 7月22日               | 10月14日       |
| 59   | ピンクの! ハートの! メッセンジャーワン!      |                                      | 山口宏     | 12月13日        | 7月23日               | 10月15日       |
| 59   | たまともみんなで! キャロリング               |                                      | 山口宏     | 12月13日        | 7月23日               | 10月15日       |
| 60   | メリー! スペイシー! クリスマス               | Merry! Space! Christmas!             | 池田眞美子 | 12月20日        | 7月24日               | 10月16日       |
| 60   | ハッピーハッピー! イルミネーション           |                                      | 池田眞美子 | 12月20日        | 7月24日               | 10月16日       |
| 61   | 3,2,1スタート! ミニTAMAX-TV                  | 三二一開始！迷你TAMAX-TV             | 山口宏     | 12月27日        | 7月25日               | 10月19日       |
| 61   | ドッキリ! たまステっちのお見合い大作戦       |                                      | 山口宏     | 12月27日        | 7月25日               | 10月19日       |
| 62   | レッツくのいち修行! でござる                 | Let's女忍者修行！是也                | 横手美智子 | 2011年 1月10日  | 7月28日               | 10月20日       |
| 62   | あつあつ! さぶさぶ! 席がえパニック           |                                      | 横手美智子 | 2011年 1月10日  | 7月28日               | 10月20日       |
| 63   | おしのび! お出かけ! ラブリン姫               | 忍者！出門！甜心公主                 | 大橋志吉   | 1月17日         | 7月29日               | 10月21日       |
| 63   | ドガガーン! とこふゆ島で雪玉合戦!            |                                      | 大橋志吉   | 1月17日         | 7月29日               | 10月21日       |
| 64   |                                              |                                      | 松井亜弥   | 1月24日         | 7月30日               | 10月22日       |
| 64   | みゅ〜みゅ〜! メロディチャーム誕生           | 喵~喵~！音樂鈴聲誕生                 | 松井亜弥   | 1月24日         | 7月30日               | 10月22日       |
| 65   | きゅきゅ! 迷子のどれみっち                   |                                      | 松井亜弥   | 1月31日         | 7月31日               | 10月23日       |
| 65   | テレレッテン! メロディチャームの奇跡         |                                      | 松井亜弥   | 1月31日         | 7月31日               | 10月23日       |
| 66   | パフパフ! エブリーラブリンチョコ             |                                      | 吉成郁子   | 2月7日          | 8月1日                | 10月26日       |
| 66   | メロディっちちゃま! かげながら応援でちゅ     |                                      | 吉成郁子   | 2月7日          | 8月1日                | 10月26日       |
| 67   | 激突! ワイワイユーホッケー                   |                                      | 大橋志吉   | 2月14日         | 8月4日                | 10月27日       |
| 67   | 傷腦筋！沒有麻每吉在的學校                   |                                      | 大橋志吉   | 2月14日         | 8月4日                | 10月27日       |
| 68   | ちっちゃいスカウト! まめまめクラブ           | 小小的緋聞！麻每麻每俱樂部           | 池田眞美子 | 2月21日         | 8月5日                | 10月28日       |
| 68   | ケーキとおしゃべり! ママともクラブ           | 蛋糕與暢談！媽媽們的俱樂部           | 池田眞美子 | 2月21日         | 8月5日                | 10月28日       |
| 69   | 迷推理? あんパン刑事VSメロディ捜査官         | 迷你推理？紅豆麵包刑警VS音樂吉檢察官 | 山口宏     | 2月28日         | 8月6日                | 10月29日       |
| 69   | 燈塔吉！最後的點燈                           |                                      | 山口宏     | 2月28日         | 8月6日                | 10月29日       |
| 70   | ビューン! 風のおくりもの                     |                                      | 大橋志吉   | 3月7日          | 8月7日                | 10月30日       |
| 70   | シスターラブリン! ヴァンパイアの花嫁         | 修女小甜心!吸血鬼的新娘              | 大橋志吉   | 3月7日          | 8月7日                | 10月30日       |
| 71   | 新メンバー? 突然クラスがえ                   | 新成員?突然換班                      | 松井亜弥   | 3月14日         | 8月8日                | 11月2日        |
| 71   | ヒーロー? アイドル? TAMAX-TVに現る           | 英雄?偶像?TAMAX電視台登場            | 松井亜弥   | 3月14日         | 8月8日                | 11月2日        |
| 72   | たまもり! よろぴく! もりりっち               | 塔麻潮流！歡迎光臨！茉莉莉吉         | 横手美智子 | 3月21日         | 8月11日               | 11月3日        |
| 72   | まかせてちょんまげ! たまもりショップ         |                                      | 横手美智子 | 3月21日         | 8月11日               | 11月3日        |
| 73   | ワタワタ! おしゃべり! わたわたっち           |                                      | 大橋志吉   | 3月28日         | 8月12日               | 11月4日        |
| 73   | イケイケ! 大食い! くちぱっちVSくいしんぼっち |                                      | 大橋志吉   | 3月28日         | 8月12日               | 11月4日        |
| 74   | シュシュシュ! ケンケンケン! しぐれひめっち城 |                                      | 山口宏     | 4月11日         | 8月13日               | 11月5日        |
| 74   | オドロキ! 桃の木! アイテムの種               | 驚訝！桃花樹！項目之種子             | 山口宏     | 4月11日         | 8月13日               | 11月5日        |
| 75   | スクールまるごと! たまもり!                  | 全校都是！塔麻潮流                   | 吉成郁子   | 4月18日         | 8月14日               | 11月6日        |
| 75   | たまもルームでバッチグー!                    |                                      | 吉成郁子   | 4月18日         | 8月14日               | 11月6日        |
| 76   |                                              | 閃亮閃亮！塔麻潮流天堂               | 池田眞美子 | 4月25日         | 8月15日               | 11月9日        |
| 76   | ヘイカモン! ふらわっちのバースディ           |                                      | 池田眞美子 | 4月25日         | 8月15日               | 11月9日        |
| 77   | ドッカーン! 発明! ヘヤピカール               |                                      | 大橋志吉   | 5月2日          | 8月18日               | 11月10日       |
| 77   | はらっぱらっ! テルリンの大冒険               |                                      | 大橋志吉   | 5月2日          | 8月18日               | 11月10日       |
| 78   | たまベリー! 母の日ケーキぺろ                 |                                      | 松井亜弥   | 5月9日          | 8月19日               | 11月11日       |
| 78   | ママへ! プレゼントたまもり                   | 朝向媽媽！塔麻潮流的禮物             | 松井亜弥   | 5月9日          | 8月19日               | 11月11日       |
| 79   | スクープ! スペイシーっちの秘密だわさ         | 獨家！太空吉的秘密                   | 山口宏     | 5月16日         | 8月20日               | 11月12日       |
| 79   | 夢の共演? GOTCHIMANvsあんパン刑事            | 夢中共演？GOTCHIMANvs紅豆麵包刑警    | 山口宏     | 5月16日         | 8月20日               | 11月12日       |
| 80   |                                              | 白熱化！班長選舉                     | 吉成郁子   | 5月23日         | 8月21日               | 11月13日       |
| 80   | たまもり!アート対決                          | 塔麻潮流！藝術大對決                 | 吉成郁子   | 5月23日         | 8月21日               | 11月13日       |
| 81   | ハートにズキュドキュ! たまともキッチンの輪   | 心動百分百！塔麻好友廚房小圈圈       | 池田眞美子 | 5月30日         | 8月22日               | 11月16日       |
| 81   | ころころ! ぱっちの森のぐりぐりっち           | 滾滾滾！叭吉之森的栗子吉             | 池田眞美子 | 5月30日         | 8月22日               | 11月16日       |
| 82   | こんどはカメラが! パシャリン誕生             | 這次是相機！小喀擦誕生               | 松井亜弥   | 6月6日          | 8月25日               | 11月17日       |
| 82   | パシャリン! キラキラデビューたまもり         | 小喀擦！閃亮亮登場塔麻潮流           | 松井亜弥   | 6月6日          | 8月25日               | 11月17日       |
| 83   |                                              | 決定性的瞬間！攝影比賽               | 大橋志吉   | 6月13日         | 8月26日               | 11月18日       |
| 83   | ピコピココピー! ぱぱまめっち                 | 複製再複製！爸爸麻每吉               | 大橋志吉   | 6月13日         | 8月26日               | 11月18日       |
| 84   | ドォーンと変身! へんしんじょ                 | 徹底變身！變身所                     | 松井亜弥   | 6月20日         | 8月27日               | 11月19日       |
| 84   | 合體！地獄惡魔三姊妹                         |                                      | 松井亜弥   | 6月20日         | 8月27日               | 11月19日       |
| 85   | 夏だ! 海だ! ぴちぴっちだ!ぴち                | 夏天！大海！跳跳吉！跳跳             | 吉成郁子   | 6月27日         | 8月28日               | 11月20日       |
| 85   | かわいい! 迷子のルビーっち                   | 好可愛！迷路的露比吉                 | 吉成郁子   | 6月27日         | 8月28日               | 11月20日       |
| 86   | テルリンせんぱい! がんばる                   | 甜心機學姊！加油                     | 山口宏     | 7月4日          | 8月29日               | 11月23日       |
| 86   | 小喀擦！充滿回憶的照片                       |                                      | 山口宏     | 7月4日          | 8月29日               | 11月23日       |
| 87   | 思い出さがして、走れ! ラブリンカー           | 尋找回憶，衝啊！小甜心保姆車         | 山口宏     | 7月11日         | 9月1日                | 11月24日       |
| 87   | パシャリン! カンゲキ! 里帰り                 | 小喀擦！好感動！榮歸故里             | 山口宏     | 7月11日         | 9月1日                | 11月24日       |
| 88   | あげ〜? スペイシーっちの恋                   | 漂漂~？太空吉的戀情                  | 池田眞美子 | 7月18日         | 9月2日                | 11月25日       |
| 88   | おーほほほ! 地獄デビル三姉妹再び             | 嗚呼呼！地獄惡魔三姊妹捲土重來       | 池田眞美子 | 7月18日         | 9月2日                | 11月25日       |
| 89   | ワッショイ! TAMAX-TV祭り                     | 嘿咻！TAMAX電視台慶典                | 大橋志吉   | 7月25日         | 9月3日                | 11月26日       |
| 89   | 超豐富！人氣節目大集合                       |                                      | 大橋志吉   | 7月25日         | 9月3日                | 11月26日       |
| 90   | とこなつ島! 出張たまもりなっつ               | 常夏島！塔麻潮流出差去               | 松井亜弥   | 8月1日          | 9月4日                | 11月27日       |
| 90   | 真夏の雪のおくりもの￥                       | 盛夏之雪的禮物                       | 松井亜弥   | 8月1日          | 9月4日                | 11月27日       |
| 91   |                                              | 叭吉之森的不可思議照片？             | 吉成郁子   | 8月8日          | 9月5日                | 11月30日       |
| 91   | ござる村! おにぎりたまもり                   | 忍者村！飯糰塔麻潮流                 | 吉成郁子   | 8月8日          | 9月5日                | 11月30日       |
| 92   | 夏! エンジョイマシーン                       | 夏天！享受機                         | 山口宏     | 8月15日         | 9月8日                | 12月1日        |
| 92   | ハッピー! フラワーたまもり                   | Happy!花花塔麻潮流                   | 山口宏     | 8月15日         | 9月8日                | 12月1日        |
| 93   | でたでた おばけ? 肝だめし                    | 出現了 妖怪出現了？試膽大會          | 大橋志吉   | 8月22日         | 9月9日                | 12月2日        |
| 93   | めめっち冒険記 ザ・ワールド                  | 美眉吉冒險記 The World               | 大橋志吉   | 8月22日         | 9月9日                | 12月2日        |
| 94   | なかまわれ? 地獄デビル三姉妹                 | 姊妹鬩牆？地獄惡魔三姊妹             | 池田眞美子 | 8月29日         | 9月10日               | 12月3日        |
| 94   | がんばれ! たまペット大レース                 | 加油！塔麻寵物大競賽                 | 池田眞美子 | 8月29日         | 9月10日               | 12月3日        |

| 集數           | 日語標題                                    | 中文標題                                                         | 脚本       | 日本放送日    | 香港放送日 （翡翠台） | 台灣放送日     |  |
| -------------- | ------------------------------------------- | ---------------------------------------------------------------- | ---------- | ------------- | --------------------- | -------------- |  |
| 95             | これって告白? 謎プロフ                      | 這是告白？神秘自介卡                                             | 吉成郁子   | 2011年 9月5日 | 2014年 9月11日        | 2015年 12月4日 |  |
| 96             | もしもーし! プロフマシーンで大混線?         | 喂喂！自介卡機大混亂?                                            | 大橋志吉   | 9月12日       | 9月12日               | 12月7日        |  |
| 97             | 誕生! たまプロフィ                          | 誕生！塔麻簡介機                                                 | 松井亜弥   | 9月19日       | 9月15日               | 12月8日        |  |
| 98             | ライバルのきずな                            | 競爭對手的羈絆                                                   | 横手美智子 | 10月3日       | 9月16日               | 12月9日        |  |
| 99             | ともみのTAMAX-TVデビュー!?                  | 友美的TAMAX電視台登場！？(YOYOTV)/友美在塔麻電視臺登場！？(羚邦) | 池田眞美子 | 10月10日      | 2016年 9月9日         | 2021年 1月1日  |  |
| 100            | 探しものはなんですか?                       | 尋找的東西是什麼？                                               | 大橋志吉   | 10月17日      | 9月12日               | 2021年 1月1日  |  |
| 101            |                                             | 發現！多摩沙漠寺廟的秘密                                         | 松井亜弥   | 10月24日      | 9月13日               | 2021年 1月1日  |  |
| 102            |                                             | Who are you？醒來的Kizunatchi                                    | 松井亜弥   | 10月31日      | 9月14日               | 2021年 1月1日  |  |
| 103            | ナゾがいっぱい! きずなっち                  | 神秘已滿！Kizunatchi                                             | 松井亜弥   | 11月7日       | 9月15日               | 2021年 1月1日  |  |
| 104            | たまギネスに挑戦だっち!                     | 多摩挑戰吉尼斯荷蘭！                                             | 吉成郁子   | 11月14日      | 9月16日               | 2021年 1月1日  |  |
| 105            | ドラマスペシャル ごっちがヴァンパイア刑事?  | 特別劇-Gotch是吸血鬼偵探？                                       | 大橋志吉   | 11月21日      | 9月19日               | 2021年 1月1日  |  |
| 106            | ジ・アースへ! さよなら ともみ               | 迪在地！再見友美                                                 | 横手美智子 | 11月28日      | 9月20日               | 2021年 1月1日  |  |
| 107            | ラブリンショック! まねーねっちの心変わり?   | Raburin世態炎涼震撼！錢耐馳？                                    | 松井亜弥   | 12月5日       | 9月21日               | 2021年 1月1日  |  |
| 108            | メリークリスマス! たまもりツリー対決        |                                                                  | 大橋志吉   | 12月12日      | 9月22日               | 2021年 1月1日  |  |
| 109            | ミラクルホワイトクリスマス!                 | 奇蹟的白色聖誕節！                                               | 横手美智子 | 12月19日      | 9月23日               | 2021年 1月1日  |  |
| 110            | お外でウキウキ! きずなっち                  | 興奮的外出！Kizunatchi                                           | 池田眞美子 | 12月26日      |                       | 2021年 1月1日  |  |
| 111            | びっくりスタート! 新TAMAX-TV                | 驚人再開！新TAMAX-TV                                             | 山口宏     | 2012年 1月9日 |                       | 2021年 1月1日  |  |
| 112            | ともみ決心! ジ・アースへ                    | 友美的決心！前往地球                                             | 松井亜弥   | 1月16日       |                       | 2021年 1月1日  |  |
| 113            | 怖がりききっち大特訓!                       |                                                                  | 吉成郁子   | 1月23日       |                       | 2021年 1月1日  |  |
| 114            |                                             |                                                                  | 松井亜弥   | 1月30日       |                       | 2021年 1月1日  |  |
| 115            | 嵐の予感!? ひめスペフォン占い               | 暴風雨的預感!?公主太空電話占卜                                   | 大橋志吉   | 2月5日        |                       | 2021年 1月1日  |  |
| 116            |                                             | 傳說中的愛情力量景點                                             | 横手美智子 | 2月13日       |                       | 2021年 1月1日  |  |
| 117            | ドタバタ収録! あんパン刑事                  | 你追我跑收錄！紅豆麵包刑警                                       | 吉成郁子   | 2月20日       |                       | 2021年 1月1日  |  |
| 118            | 大ゲンカ!? もりりっちvsあねもりりっち       | 大吵架!?茉莉莉吉vs姐姐茉莉莉吉                                   | 山口宏     | 2月27日       |                       | 2021年 1月1日  |  |
| 119            | 音をなくしたメロディバイオリン              | 失去聲音的音樂小提琴                                             | 松井亜弥   | 3月5日        |                       | 2021年 1月1日  |  |
| 120            | よみがえったメロディ                        | 甦醒的旋律                                                       | 松井亜弥   | 3月12日       |                       | 2021年 1月1日  |  |
| 121            | 「歌ヘタ」まめっちと「歌イヤ」フォルテっち  |                                                                  | 池田眞美子 | 3月19日       |                       | 2021年 1月1日  |  |
| 122            |                                             | 說中了!?甜心機的模仿占卜                                         | 大橋志吉   | 3月26日       |                       | 2021年 1月1日  |  |
| 123            | 最後のたまミズキ                            | 最後的塔麻泳裝                                                   | 松井亜弥   | 4月9日        |                       | 2021年 1月1日  |  |
| 124            | スケボーききっち猛特訓!                     |                                                                  | 横手美智子 | 4月16日       |                       | 2021年 1月1日  |  |
| 125            | サプライズウェディングパーティー!           | 驚喜結婚派對！                                                   | 大橋志吉   | 4月23日       |                       | 2021年 1月1日  |  |
| 126            | ライバル出現? モヤモヤひめスペっち          | 宿敵出現？弱化版公主太空吉                                       | 吉成郁子   | 4月30日       |                       | 2021年 1月1日  |  |
| 127            | つくってみせらぁ! ぐるぐるハニワ大作戦      | 做給你看！旋轉車輪大作戰                                         | 横手美智子 | 5月7日        |                       | 2021年 1月1日  |  |
| 128            | ナゾだらけ!? ハー島とハートかみっち         | 一堆謎團!?心之島與心之神吉                                       | 松井亜弥   | 5月14日       |                       | 2021年 1月1日  |  |
| 129            | ドギマギ! うち 記憶喪失になっちゃった!?     |                                                                  | 吉成郁子   | 5月21日       |                       | 2021年 1月1日  |  |
| 130            | ナハハハハ! まめっちのGOTCHIMANデビュー     | 喔哈哈哈哈！麻每吉的GOTCHIMAN初演                                | 大橋志吉   | 5月28日       |                       | 2021年 1月1日  |  |
| 131            | マーマー! 迷子のふわもこっち                |                                                                  | 筆安一幸   | 6月4日        |                       | 2021年 1月1日  |  |
| 132            | たまごっち村の不思議なたまともたち          | 塔麻可吉村之不可思議的塔麻好友們                                 | 松井亜弥   | 6月11日       |                       | 2021年 1月1日  |  |
| 133            | まさかのスペイシー・パニック!               | 意想不到的太空PANIC!                                             | 大橋志吉   | 6月18日       |                       | 2021年 1月1日  |  |
| 134            | ビックリ! そっくり? くちぱっちといしぱっち  |                                                                  | 吉成郁子   | 6月25日       |                       | 2021年 1月1日  |  |
| 135            | ちょいワル? 真夏のサンタクロっち            | 不好嗎？夏日的聖誕老人吉                                         | 横手美智子 | 7月2日        |                       | 2021年 1月1日  |  |
| 136            | ピンチ! ごっち大王ゆであがる!?              |                                                                  | 筆安一幸   | 7月9日        |                       | 2021年 1月1日  |  |
| 137            | 決めろ! 黄金のたまともシュート!             | 決定吧！塔麻好友射擊！                                           | 筆安一幸   | 7月16日       |                       | 2021年 1月1日  |  |
| 138            | あばよ たまとも! スペイシーっち涙の決断     | 永別了，塔麻好友！太空吉催淚的決定                               | 大橋志吉   | 7月23日       |                       | 2021年 1月1日  |  |
| 139            | 消えたたまハートと不思議のはじまり          | 消失的塔麻之心與不可思議的開始                                   | 松井亜弥   | 7月30日       |                       | 2021年 1月1日  |  |
| 140            | 流行! サイコー? タマゴ化スタイル            | 流行！最棒？初始化款式                                           | 松井亜弥   | 8月13日       |                       | 2021年 1月1日  |  |
| 141            | ショック! タマゴ化がとまらない              | 驚人！初始化停不下來                                             | 松井亜弥   | 8月20日       |                       | 2021年 1月1日  |  |
| 142            | たまごっち星のピンチ! 救えるのはきずなっち! |                                                                  | 松井亜弥   | 8月27日       |                       | 2021年 1月1日  |  |
| 143 （最終話） | きずなのちから                              | 羈絆的力量                                                       | 松井亜弥   | 9月3日        |                       | 2021年 1月1日  |  |

| 集數          | 総集數 | 日語標題                                 | 中文標題                          | 脚本             | 日本放送日     | 香港放送日 （翡翠台） | 台灣放送日    |  |
| ------------- | ------ | ---------------------------------------- | --------------------------------- | ---------------- | -------------- | --------------------- | ------------- |  |
| 1             | 144    | 登場! ゆめみっちとキラリっち             | 登場！小尋夢和小光輝              | 松井亜弥         | 2012年 9月10日 | 2016年 11月11日       | 2021年 1月1日 |  |
| 2             | 145    |                                          | 啊～!?我變身成偶像了!?            | 松井亜弥         | 9月17日        | 11月14日              | 2021年 1月1日 |  |
| 3             | 146    | ビックリ! ひめスぺっちもやってきた!      | 嚇一跳！太空公主吉也來了！        | 大橋志吉         | 9月24日        | 11月15日              | 2021年 1月1日 |  |
| 4             | 147    | ピンチを救え! ゆめキラバック!            | 解決危機！夢想閃亮包！            | 松井亜弥         | 10月8日        | 11月16日              | 2021年 1月1日 |  |
| 5             | 148    |                                          | 克服數學？夢想閃亮甜品師！        | 横手美智子       | 10月15日       |                       | 2021年 1月1日 |  |
| 6             | 149    | キラリっちの妹は暴走アーティスト!?       | 小光輝的妹妹是暴走藝術家!?        | 山口宏           | 10月22日       |                       | 2021年 1月1日 |  |
| 7             | 150    |                                          | 真愛爆發！火熱的求愛舞蹈          | ふでやすかずゆき | 10月29日       |                       | 2021年 1月1日 |  |
| 8             | 151    |                                          |                                   | 吉成郁子         | 11月5日        |                       | 2021年 1月1日 |  |
| 9             | 152    |                                          | 眼淚的女王VS夢想閃亮相聲師！      | 大橋志吉         | 11月12日       |                       | 2021年 1月1日 |  |
| 10            | 153    |                                          | 再會塔麻好友！返回塔麻可吉鎮      | 松井亜弥         | 11月19日       |                       | 2021年 1月1日 |  |
| 11            | 154    | ゆめキラ感動! D2に急接近!!               | 夢想閃亮的感動！D2猛烈接近!!      | ふでやすかずゆき | 11月26日       |                       | 2021年 1月1日 |  |
| 12            | 155    |                                          | 帥哥甜點師的如甜點般的苦惱!?      | ふでやすかずゆき | 12月3日        |                       | 2021年 1月1日 |  |
| 13            | 156    |                                          | 超漂亮！第一名塔麻寵物決定戰！    | 佐藤真人         | 12月10日       |                       | 2021年 1月1日 |  |
| 14            | 157    | 想いよとどけ! クリスマスバスケット       | 傳達思念吧！聖誕籃子              | 横手美智子       | 12月17日       |                       | 2021年 1月1日 |  |
| 15            | 158    | クリスマスキャン! ふわふわゆめキャンっち | 聖誕節CAN!柔軟的夢想實現吉        | 松井亜弥         | 12月24日       |                       | 2021年 1月1日 |  |
| 16            | 159    |                                          | 目標是馬戲團初演！轉學生小魔女吉  | 吉成郁子         | 2013年 1月7日  |                       | 2021年 1月1日 |  |
| 17            | 160    |                                          | 尋找迷路的孩子！夢想鎮大追蹤      | 大橋志吉         | 1月14日        |                       | 2021年 1月1日 |  |
| 18            | 161    |                                          | 笑聲和淚水與友情的馬戲團初演！    | ふでやすかずゆき | 1月21日        |                       | 2021年 1月1日 |  |
| 19            | 162    |                                          | 正面交鋒！茶具機器人大決戰！      | 松井亜弥         | 1月28日        |                       | 2021年 1月1日 |  |
| 20            | 163    | ひとりぼっちのまめっち                   | 獨自一人的麻每吉                  | 松井亜弥         | 2月4日         |                       | 2021年 1月1日 |  |
| 21            | 164    |                                          | Pororon♪ 鋼琴吉來了               | 横手美智子       | 2月11日        |                       | 2021年 1月1日 |  |
| 22            | 165    |                                          | 憤怒吉的真實                      | 横手美智子       | 2月18日        |                       | 2021年 1月1日 |  |
| 23            | 166    |                                          | 請注意！學校脫逃大作戰！          | 大橋志吉         | 2月25日        |                       | 2021年 1月1日 |  |
| 24            | 167    | みつけて! たまぐるみカーニバル!          | 找出來吧！塔麻玩偶嘉年華會！      | 吉成郁子         | 3月4日         |                       | 2021年 1月1日 |  |
| 25            | 168    | ハッピーバースディ! どーするプレゼント!? | 生日快樂！禮物怎~麼辦！           | ふでやすかずゆき | 3月11日        |                       | 2021年 1月1日 |  |
| 26            | 169    |                                          | 我記起來了！靈魂的節拍            | 山口宏           | 3月18日        |                       | 2021年 1月1日 |  |
| 27            | 170    |                                          | 覺醒把彩虹光輝！女王大人的鋼琴    | 山口宏           | 3月25日        |                       | 2021年 1月1日 |  |
| 28            | 171    |                                          | 出現巨大怪獸!?取回車庫！          | 松井亜弥         | 4月4日         |                       | 2021年 1月1日 |  |
| 29            | 172    |                                          | 守護吧！塔麻可吉星的最高機密!?    | 吉成郁子         | 4月11日        |                       | 2021年 1月1日 |  |
| 30            | 173    |                                          | 夢想閃亮漫畫家出道!!              | 大橋志吉         | 4月18日        |                       | 2021年 1月1日 |  |
| 31            | 174    |                                          | 大激戰！甜點選拔賽沒那麼簡單!?    | ふでやすかずゆき | 4月25日        |                       | 2021年 1月1日 |  |
| 32            | 175    |                                          | 強敵好厲害！巧克力女王            | ふでやすかずゆき | 5月2日         |                       | 2021年 1月1日 |  |
| 33            | 176    |                                          | 時光膠囊是初戀的回憶!?            | 大橋志吉         | 5月9日         |                       | 2021年 1月1日 |  |
| 34            | 177    |                                          | 不能說！公主太空吉的秘密          | 横手美智子       | 5月16日        |                       | 2021年 1月1日 |  |
| 35            | 178    |                                          | 公主太空吉，明天見                | 横手美智子       | 5月23日        |                       | 2021年 1月1日 |  |
| 36            | 179    |                                          | 化妝就是愛〜♪ 轉學生是可芙略吉〜♪ | 山口宏           | 5月30日        |                       | 2021年 1月1日 |  |
| 37            | 180    |                                          | 塔麻薔薇是危險的香味              | 松井亜弥         | 6月6日         |                       | 2021年 1月1日 |  |
| 38            | 181    |                                          | 與最愛的天使一起共同授課!?        | 吉成郁子         | 6月13日        |                       | 2021年 1月1日 |  |
| 39            | 182    |                                          | 緊密取材！閃亮女孩                | 大橋志吉         | 6月20日        |                       | 2021年 1月1日 |  |
| 40            | 183    |                                          | 獨家！C先生的風流疑惑!?           | ふでやすかずゆき | 6月27日        |                       | 2021年 1月1日 |  |
| 41            | 184    |                                          | 大迷宮！小尋夢 公主之家!!         | 山口宏           | 7月4日         |                       | 2021年 1月1日 |  |
| 42            | 185    |                                          | 鬼怪也喜歡？ 夏日海灘直播秀！     | 松井亜弥         | 7月11日        |                       | 2021年 1月1日 |  |
| 43            | 186    |                                          | 用冰對決？ 機器人科的熱血戰鬥！   | ふでやすかずゆき | 7月18日        |                       | 2021年 1月1日 |  |
| 44            | 187    |                                          | 拿出勇氣來…出動！告白機器人       | 横手美智子       | 7月25日        |                       | 2021年 1月1日 |  |
| 45            | 188    |                                          | 好〜好〜玩♥ 夢想閃亮變身超級讚★   | 大橋志吉         | 8月1日         |                       | 2021年 1月1日 |  |
| 46            | 189    |                                          | 快點去阻止吱！ 兩人組的秘密!!     | 山口宏           | 8月8日         |                       | 2021年 1月1日 |  |
| 47            | 190    |                                          | 謝謝你！ 夢想閃亮包…加上一個      | 松井亜弥         | 8月15日        |                       | 2021年 1月1日 |  |
| 48            | 191    |                                          | 朝向夢想心中閃亮！                | 佐藤真人         | 8月22日        |                       | 2021年 1月1日 |  |
| 49 （最終話） | 192    |                                          | 向喜愛的M先生Let's告白！          | ふでやすかずゆき | 8月29日        |                       | 2021年 1月1日 |  |

## 播放電視台

### 日本國內
| 播放地區       | 播放電視台   | 播放日期                                                    | 播放時間（日本時間）                      | 電視網     |
| -------------- | ------------ | ----------------------------------------------------------- | ----------------------------------------- | ---------- |
| 關東地方       | 東京電視台   | 2009年10月12日 - 2013年3月25日 2013年4月4日 - 2015年3月26日 | 星期一 19:00 - 19:30 星期四 18:30 - 19:00 | 東京電視網 |
| 北海道         | TV北海道     | 2009年10月12日 - 2013年3月25日 2013年4月4日 - 2015年3月26日 | 星期一 19:00 - 19:30 星期四 18:30 - 19:00 | 東京電視網 |
| 愛知縣         | 愛知電視台   | 2009年10月12日 - 2013年3月25日 2013年4月4日 - 2015年3月26日 | 星期一 19:00 - 19:30 星期四 18:30 - 19:00 | 東京電視網 |
| 大阪府         | 大阪電視台   | 2009年10月12日 - 2013年3月25日 2013年4月4日 - 2015年3月26日 | 星期一 19:00 - 19:30 星期四 18:30 - 19:00 | 東京電視網 |
| 岡山縣、香川縣 | 瀨戶內電視台 | 2009年10月12日 - 2013年3月25日 2013年4月4日 - 2015年3月26日 | 星期一 19:00 - 19:30 星期四 18:30 - 19:00 | 東京電視網 |
| 福岡縣         | TVQ九州放送  | 2009年10月12日 - 2013年3月25日 2013年4月4日 - 2015年3月26日 | 星期一 19:00 - 19:30 星期四 18:30 - 19:00 | 東京電視網 |
| 全日本地區     | AT-X         | 2009年11月8日 - 2015年4月4日                                | 星期日 19時00分 - 19時30分                | 衛星電視   |
| 全日本地區     | Animax       | 2010年2月24日 -                                             | 星期三 19時00分 - 19時30分                | 衛星電視   |
| 全日本地區     | BS11         | 2010年4月3日 - 2013年9月28日                                | 星期六 19時00分 - 19時30分                | 衛星電視   |
| 全日本地區     | BS JAPAN     | 2013年10月7日 - 2015年4月13日                               | 星期一 17時30分 - 18時00分                | 衛星電視   |

| 播放地區       | 播放電視台   | 播放日期              | 播放時間（日本時間） | 電視網     |
| -------------- | ------------ | --------------------- | -------------------- | ---------- |
| 關東地方       | 東京電視台   | 2015年4月2日－9月24日 | 星期四 18:00 - 18:30 | 東京電視網 |
| 北海道         | TV北海道     | 2015年4月2日－9月24日 | 星期四 18:00 - 18:30 | 東京電視網 |
| 愛知縣         | 愛知電視台   | 2015年4月2日－9月24日 | 星期四 18:00 - 18:30 | 東京電視網 |
| 大阪府         | 大阪電視台   | 2015年4月2日－9月24日 | 星期四 18:00 - 18:30 | 東京電視網 |
| 岡山縣、香川縣 | 瀨戶內電視台 | 2015年4月2日－9月24日 | 星期四 18:00 - 18:30 | 東京電視網 |
| 福岡縣         | TVQ九州放送  | 2015年4月2日－9月24日 | 星期四 18:00 - 18:30 | 東京電視網 |

### 日本國外
- 香港由2010年7月17日起於無綫收費電視兒童台，2011年11月8日起於無綫電視翡翠台播放第1集至第2期的第4集。2018年12月27日起轉往在香港電視娛樂定該作譯名為《他媽哥池》於ViuTV提供粵語／日語雙語廣播。亦由第1集至第3期的第5集。2019年12月11日開始播放，第3期第6集至第4期。
- 台灣於2010年7月24日在東森幼幼台播出第一季，第二季2015年10月1日播出，第三季和第四季在2021年1月1日於中華電信MOD撥出(連同第一季和第二季一起撥)，不過是日語原音版，翻譯跟YOYOTV有所不同。

| 香港       | 香港       | 香港 | 香港 | 香港     | 香港                                 |
| 播放地區   | 播放電視台 | 播放日期 | 播放時間 | 聯播網   | 備註                                 |
| ---------- | ---------- | --- | --- | -------- | ------------------------------------ |
| 香港       | 無綫兒童台 | 2010年7月17日－2011年1月16日（第1－49集） | 星期六、日 07:00－07:30首播                                                                                     | 收費電視 | 粵語配音                             |
| 香港       | TVB兒童台  | 2013年8月4日－2014年2月1日（第50－98集） | 星期日 07:00－07:30首播 8月31日起 星期六、日 07:00－07:30                                                       | 收費電視 | 粵語配音                             |
| 香港       | TVB兒童台  | 2014年10月12日－2015年3月15日（第99－143集） 2015年3月21日－3月29日（第2期，第1－4集） | 星期六、日 15:00－15:30首播 11月8日起 星期六、日 12:30－13:00                                                   | 收費電視 | 粵語配音                             |
| 香港       | TVB Window | 2015年4月5日－9月13日（第50－98集） | 星期日 07:00－08:00 9月13日 07:00－08:10                                                                        | 收費電視 | 粵語配音                             |
| 香港       | TVB Window | 2015年10月19日－12月18日（第99－143集） 2015年12月21日－12月24日（第2期，第1－4集） | 星期一至五 19:00－19:30                                                                                         | 收費電視 | 粵語配音                             |
| 香港       | 無綫兒童台 | 2012年5月31日－8月7日（第1－49集） | 星期一至五 09:30－10:00重播                                                                                     | 收費電視 | 粵語配音                             |
| 香港、澳門 | 翡翠台     | 2011年11月8日－2012年1月13日（第1－49集） | 星期一至五 16:35－17:05首播（放學ICU時段內）                                                                    | 地面電視 | 粵語配音，可選字幕                   |
| 香港、澳門 | 翡翠台     | 2014年7月10日－9月16日（第50－98集） | 星期一至五 16:35－17:05首播（放學ICU時段內） 7月15日 臨時節目調動 16:35－17:50 9月1日 臨時節目調動 16:35－18:05 | 地面電視 | 粵語配音，可選字幕                   |
| 香港、澳門 | 翡翠台     | 2016年9月9日－11月10日（第99－143集） 2016年11月11日－11月16日（第2期，第1－4集） | 星期一至五 16:15/16:20－16:45/16:50首播                                                                         | 地面電視 | 粵日雙語，可選字幕，myTV提供14天重溫 |
| 香港、澳門 | ViuTV      | 2018年12月27日－2019年7月15日（第1期） 2019年7月16日－9月20日（第2期） 2019年9月23日－9月27日（第3期，第1－5集） 2019年12月11日－2020年1月13日（第3期，第6－29集） 2020年1月14日－2020年3月24日（第4期） | 星期一至五 16:00－16:30 2020年3月24日 09:00－09:30 2020年3月23日因節目調動而停播，原定集數於翌日補播            | 地面電視 | 粵日雙語，可選字幕，網上提供7天重溫  |
| 香港、澳門 | 翡翠台     | 2012年9月16日－2013年9月22日（第1－49集） | 星期日 07:30－08:00重播 2013年6月15日至7月14日停播                                                              | 地面電視 | 粵日雙語，可選字幕                   |
| 香港、澳門 | 翡翠台     | 2015年12月1日－2016年2月8日（第50－98集） | 星期一至五 15:45－16:15重播 2016年1月13日 臨時節目調動停播                                                      | 地面電視 | 粵日雙語，可選字幕                   |
| 香港、澳門 | 翡翠台     | 2017年6月12日－8月11日（第99－143集） 2017年8月14日－8月17日（第2期，第1－4集） | 星期一至五 15:45－16:15重播                                                                                     | 地面電視 | 粵日雙語，可選字幕                   |
| 台灣       |            | | |          |                                      |
| 播放地區   | 播放電視台 | 播放日期 | 播放時間 | 聯播網   | 備註                                 |
| 台灣       | 東森幼幼台 | 2010年7月24日－2011年7月2日（第1－49集） | 星期六 16:30－17:00首播 2011年2月5日停播 5月14日起 16:00－16:30                                                 | 有線電視 | 國語配音、有字幕                     |
| 台灣       | 東森幼幼台 | 2015年10月1日－12月9日（第50－98集） | 星期一至五 09:30－10:00首播 10月9日停播 11月2日起 14:30－15:00 11月24日起 06:30－07:00                          | 有線電視 | 國語配音、有字幕                     |
| 台灣       | 東森幼幼台 | 2016年5月15日－11月6日（第1－98集） | 星期六、日 07:00－08:00重播 6月11日停播 9月17日停播                                                             | 有線電視 | 國語配音、有字幕，兩集連播           |

## 網絡動畫
- 《最棒！他媽哥池（日语：さぁイコー! たまごっち）》
- 《他媽哥池原創動畫（日语：たまごっちオリジナルアニメ）》

## 劇場版
原作遊戲機周邊出售時的動畫電影。
- 《他媽哥池 真正的故事（日语：たまごっちホントのはなし）》

1997年7月12日「'97夏東映動畫節」內上映的電影，全長9分鐘。和地獄老師 恐怖的暑假!! 妖海傳說!、喀喀喀的鬼太郎 妖怪特快車！魔幻火車、甜心戰士F同期放映。
電視版播放前上映的動畫電影，為電視動畫系列的試作。
- 《塔麻可吉 心兒怦跳！？（日语：えいがでとーじょー! たまごっち ドキドキ! うちゅーのまいごっち!?）》

台灣翻譯：塔麻可吉 DOKIDOKI!星球大暴走!?
日本2007年12月15日上映的塔麻可吉！劇場版第一作。台灣曾在2009年5月1日上映。
- 《塔麻可吉 快樂的故事！？（日语：映画! たまごっち うちゅーいちハッピーな物語!?）》

台灣翻譯：塔麻可吉 宇宙第一的快樂物語!?
日本2008年12月20日上映的塔麻可吉！劇場版第二作。
電視版播放完結後上映的動畫電影。
- 《他媽哥池 秘密大作戰！》（日语：映画 たまごっちヒミツのおとどけ大作戦!）

「他媽哥池」20週年紀念電影，全長10分鐘；和電影 見習神仙精靈 引發奇蹟吧♪特普露與心跳精靈寶貝蛋界！同時於2017年4月28日上映。

## 前作
《TV上發現！他媽哥池》（TVで発見!!たまごっち）
1997年7月7日～1998年3月23日富士電視台播放。當中的他媽哥池只會發出叫聲。第1至9集以影像特典形式收錄在首齣電影的DVD版本內。

## 外傳
- それって、くちぱっち。（日语：それって、くちぱっち。）